# Skott (skeppsbyggnad)

Diagram över pansarelement i äldre örlogsfartyg:
(A) – Bältpansar
(B) – Övre däckpansar
(C) – Inre däckpansar med sluttning
(D) – Skott (Torpedskott)

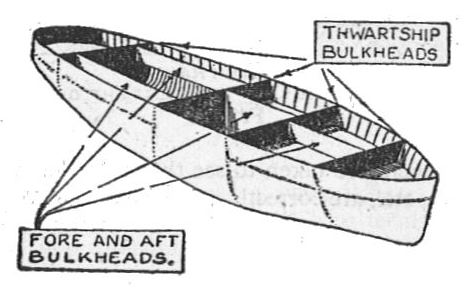
Teckning över olika skott i ett skrov:
Fore and aft bulkheads – Längsgående skott
Thwartship bulkheads – Motgående skott

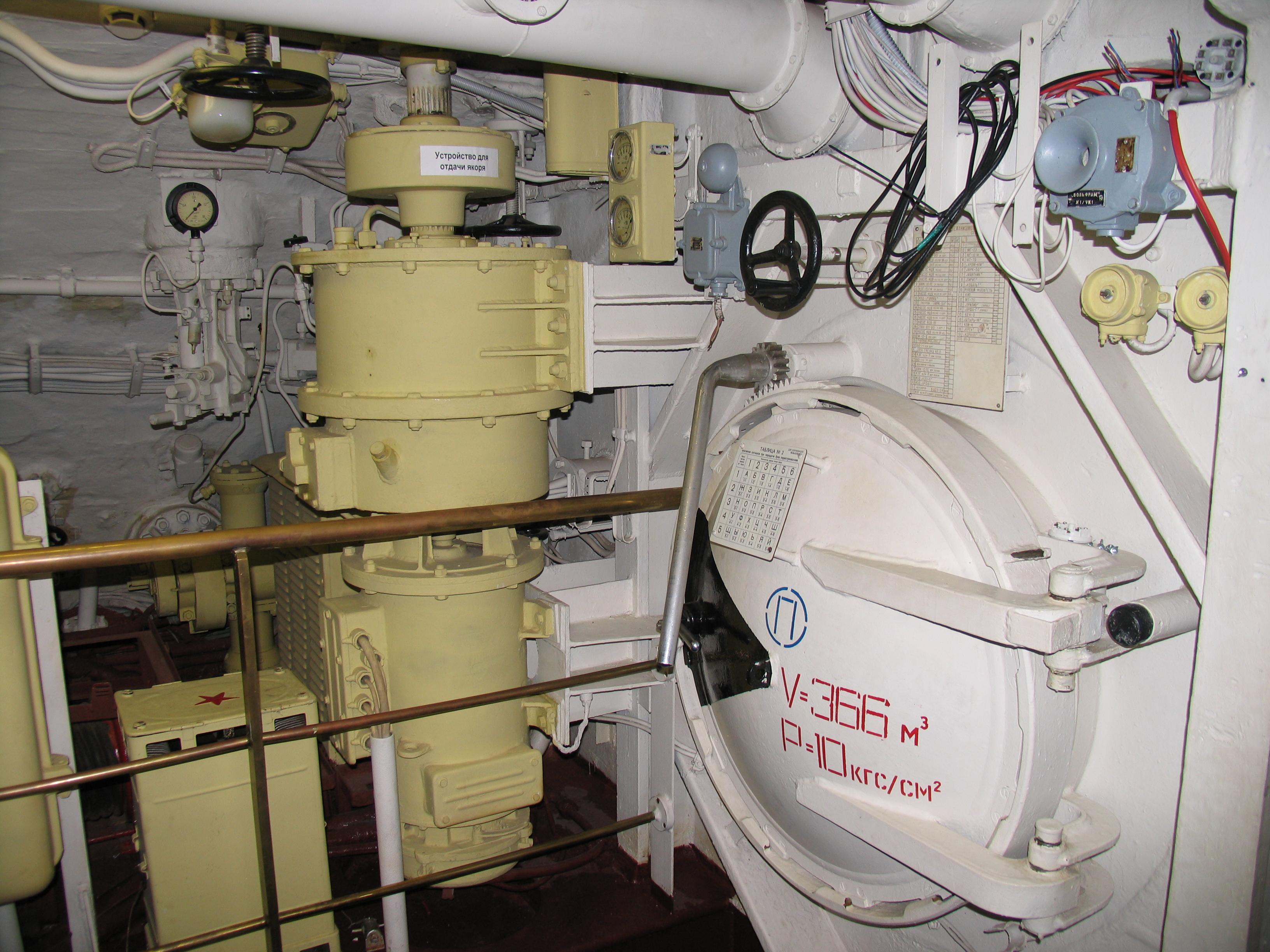
Ett skott i en rysk ubåt

Ett skott är en vertikal längs- eller tvärgående vägg i ett fartygs eller en båts skrov. Skotten kan vara av olika konstruktion och utformning för att fylla kraven vid sin placering. Skott kan vara utformade säkerhetsmässigt på olika sätt, till exempel mot brand eller vara vattentäta eller endast består av en enkel halv eller hel skiljevägg mellan olika utrymmen.
En båts eller fartygs skott benämns efter dess riktning ombord, tvärskott (tvärskepps) eller längsskott (längdskepps).
Great Eastern (1858) var det första västerländska skeppet med vattentäta skott. Kinesiska fartyg använde vattentäta skott redan på 1200-talet, tvåhundra år före Zheng Hes stora upptäcktsfärder.

## Kollisionskott
Ett kollisionsskott befinner sig akter om den förliga perpendikel. Moderna fartyg kan även vara utrustade med ett kollisionsskott för om akterliga perpendikeln beroende av maskinrummets placering.

## Vattentäta skott
Ett vattentätt skott är en helt vattentät avgränsning i ett fartygs skrov, dessa kan förekomma både tvärskepps och längdskepps i konstruktionen. Kraven på vattentäta skott fastställas genom beräkningar med hänsyn till fartygets proportioner och speciella konstruktion samt de separata avdelningarnas läge och form, även vilken typ av fartyg och användningsområde styr beräkningen av skottens placering och konstruktion. Vid dessa beräkningar skall fartyget befinna sig under sämsta tänkbara driftförhållanden i fråga om stabilitet. Öppningar skall förses med vattentäta stängningsanordningar som har en styrka som motsvarar den omgivande strukturen i skottet. Vattentäta dörrar eller skjutdörrar oberoende av om de manövreras manuellt eller på annat sätt ska kunna öppnas lokalt från dörrens båda sidor, fjärrmanövrerade dörrar är utrustade med indikering. Genomföringar för kablar, rör eller annan genom skotten genomgående utrustning uppfyller den omgivande konstruktionen, rör förses med avstängning och indikering. Vattentäta skott placeras både för och akter om till exempel maskinrummet för att förhindra att fartygets motor, elförsörjning med mera slås ut.
Farkosten bör hållas flytande om vilken som helst av de med vattentäta skott avskilda avdelningarna vattenfylls, vilka som helst två avdelningar vattenfylls (med tanke på skador vid själva skottet), eller också ett givet större antal avdelningar, på normala större fartyg. Vattentäta skott kan förekomma också i fartygets längdriktning för att undvika alltför kraftig slagsida, som annars kan uppstå då vatten tränger in, i synnerhet i fråga om vissa fartygstyper. Situationer som inte beaktats vid utarbetning av konstruktionsregler, obetänksamhet vid ombyggnad eller ifråga om konstruktionsdetaljer eller slarv vad gäller rutiner ombord kan leda till att sådana genomföringar låter vatten i större eller mindre mängd läcka mellan avdelningarna, möjligen med katastrofala följder.
Uttrycket "vattentätt skott" används också i överförd betydelse, och avser då att det inte finns något utbyte mellan två parter.

## Slingerskott
Slingerskott är en avbalkning i lastutrymmen på båtar och fartyg. Fartyg har som störst behov av dessa skott vid transport av rörligt gods, som till exempel fisk eller spannmål, för att en lastförskjutning inte ska uppstå och orsaka kantring. Tank- och bulkfartyg tankar är utrustade med slingerskott, även i övriga tankar för bränsle, balast eller sötvatten har integrerade slingerskott som motverkar eller begränsar lasten rörlighet. Lastförskjutning är ofta en orsak till sjöolyckor med lastgående båtar och fartyg. Slingerskott kan även finnas i personalutrymmen, som till exempel i en koj. Ett annat ord med samma betydelse är skvalpskott vilket ofta används när det gäller tankbilar och tankvagnar.

## Torpedskott
Torpedskott är en militär konstruktionsteknik där skepp (vanligen örlogsfartyg) utformas med skott ämnade att ge förstärkande skydd vid torpedträff. De ska huvudsakligen se till att vatten inte kommer in i skrovets huvudutrymme och påverkar skeppets flytkraft.

### Tryckta verk
- Skott i Nordisk familjebok (andra upplagan, 1917)